# Giovanni Cernogoraz
Giovanni Cernogoraz, hrvaški športni strelec, * 27. december 1982, Koper, SR Slovenija, SFRJ.
Na tekmah v streljanju glinastih golobov je na poletnih olimpijskih igrah v Londonu leta 2012 osvojil zlato olimpijsko medaljo v trapu za moške. Leta 2012 so ga pri časopisu Sportske novosti izbrali za hrvaškega športnika leta.